# Imre Gellért
Imre Gellért (ur. 8 czerwca 1888 w Pilis, zm. 31 marca 1981 w Los Angeles) – węgierski gimnastyk, medalista olimpijski.
Uczestniczył w rywalizacji podczas IV Letnich Igrzysk Olimpijskich rozgrywanych w Londynie w 1908 roku. Wystartował tam w jednej konkurencji gimnastycznej. W wieloboju indywidualnym mężczyzn zajął trzydzieste dziewiąte miejsce z wynikiem 202,50 pkt..
Cztery lata później uczestniczył w rywalizacji na V Letnich Igrzyskach olimpijskich rozgrywanych w Sztokholmie w 1912 roku. Startował tam w dwóch konkurencjach gimnastycznych. W wieloboju indywidualnym, z wynikiem 117 punktów, zajął 17. miejsce na 44 startujących zawodników. W wieloboju drużynowym w systemie standardowym zajął z drużyną drugie miejsce, przegrywając jedynie z drużyną włoską.
Reprezentował barwy budapesztańskich klubów Postás SE i MKT.